# Élections régionales de 2008 en Hesse
Les élections régionales de 2008 en Hesse (en allemand : Landtagswahl in Hessen 2008) se tiennent le 27 janvier 2008, afin d'élire les 110 députés de la 17e législature du Landtag, pour un mandat de cinq ans.
Le scrutin est marqué par une très courte victoire de la CDU, qui perd sa majorité absolue acquise en 2003 et se trouve à égalité de sièges avec le SPD. Aucune majorité ne se dégageant, le ministre-président Roland Koch assure la gestion des affaires courantes.

## Contexte
Aux élections régionales du 2 février 2003, la CDU, au pouvoir depuis 1999, du ministre-président Roland Koch remporte 48,8 % des suffrages exprimés et 56 députés sur 110, soit l'exacte majorité absolue du Landtag.
Le SPD, emmené par l'ancien ministre de l'Intérieur Gerhard Bökel, subit une déroute historique à l'époque. Il réunit seulement 29,1 % des voix, ce qui lui donne 33 élus. C'est alors son plus mauvais résultat en Hesse. Ce recul profite aux Grünen de Tarek Al-Wazir et Evelin Schönhut-Keil, qui rassemble 10,1 % des suffrages et 12 parlementaires. Le FDP de la ministre de la Science Ruth Wagner en profite lui aussi, totalisant 7,9 % des exprimés et neuf sièges.
Koch est donc investi pour un deuxième mandat à la tête d'un gouvernement monocolore. C'est la première fois depuis 1966 qu'un seul parti contrôle plus de la moitié des sièges du Landtag.
À la suite du scrutin, Bökel est débarqué de ses fonctions de direction au sein du SPD : Jürgen Walter lui succède en tant que président du groupe parlementaire, tandis qu'Andrea Ypsilanti le remplace comme présidente régionale du parti. En décembre 2006, après que l'ancien bourgmestre d'Offenbach-sur-le-Main Gerhard Grandke a renoncé à représenter le SPD lors des élections de 2008, Ypsilanti est investie de justesse chef de file face à Walter, qui lui laisse en janvier 2007 la direction du groupe parlementaire.

## Mode de scrutin
Le Landtag est constitué de 110 députés (en allemand : Mitglied des Landtags, MdL), élus pour une législature de quatre ans au suffrage universel direct et suivant le scrutin proportionnel de Hare.
Chaque électeur dispose de deux voix : la première (en allemand : Wahlkreisstimme) lui permet de voter pour un candidat de sa circonscription selon les modalités du scrutin uninominal majoritaire à un tour, le Land comptant un total de 55 circonscriptions ; la seconde voix (en allemand : Landesstimme) lui permet de voter en faveur d'une liste de candidats présentée par un parti au niveau du Land.
Lors du dépouillement, l'intégralité des 110 sièges est répartie à la proportionnelle sur la base des secondes voix uniquement, à condition qu'un parti ait remporté 5 % des voix au niveau du Land. Si un parti a remporté des mandats au scrutin uninominal, ses sièges sont d'abord pourvus par ceux-ci.
Dans le cas où un parti obtient plus de mandats au scrutin uninominal que la proportionnelle ne lui en attribue, la taille du Landtag est augmentée jusqu'à rétablir la proportionnalité.

## Campagne

### Principaux partis
| Parti | Parti                                                                              | Chef de file                           | Résultat en 2003           |
| ----- | ---------------------------------------------------------------------------------- | -------------------------------------- | -------------------------- |
|       | Union chrétienne-démocrate d'Allemagne Christlich Demokratische Union Deutschlands | Roland Koch (Ministre-président)       | 48,8 % des voix 56 députés |
|       | Parti social-démocrate d'Allemagne Sozialdemokratische Partei Deutschlands         | Andrea Ypsilanti                       | 29,1 % des voix 33 députés |
|       | Alliance 90 / Les Verts Bündnis90/Die Grünen                                       | Tarek Al-Wazir et Kordula Schulz-Asche | 10,1 % des voix 12 députés |
|       | Parti libéral-démocrate Freie Demokratische Partei                                 | Jörg-Uwe Hahn                          | 7,9 % des voix 9 députés   |

### Sondages
| Institut                | Date       | CDU    | SPD    | Verts  | FDP   | Linke |
| ----------------------- | ---------- | ------ | ------ | ------ | ----- | ----- |
| Institut                | Date       |        |        |        |       |       |
| Forsa                   | 25/01/2008 | 38,5 % | 37,5 % | 6,5 %  | 9,5 % | 4,5 % |
| AMR Düsseldorf          | 25/01/2008 | 37 %   | 38 %   | 7 %    | 10 %  | 5 %   |
| Forsa                   | 22/01/2008 | 38 %   | 38 %   | 7 %    | 9 %   | 5 %   |
| GMS                     | 18/01/2008 | 39 %   | 34 %   | 8 %    | 9 %   | 5 %   |
| Forschungsgruppe Wahlen | 18/01/2008 | 38 %   | 37 %   | 8 %    | 8 %   | 5 %   |
| Infratest dimap         | 17/01/2008 | 38 %   | 37 %   | 7 %    | 8 %   | 6 %   |
| Forschungsgruppe Wahlen | 11/01/2008 | 40 %   | 36 %   | 7 %    | 8 %   | 5 %   |
| Infratest dimap         | 09/01/2008 | 40 %   | 35 %   | 9 %    | 9 %   | 4 %   |
| Emnid                   | 05/01/2008 | 42 %   | 32 %   | 10 %   | 8 %   | 5 %   |
| AMR Düsseldorf          | 29/12/2007 | 40 %   | 33 %   | 10 %   | 9 %   | 6 %   |
| Forsa                   | 12/12/2007 | 41 %   | 30 %   | 11 %   | 9 %   | 5 %   |
| Forschungsgruppe Wahlen | 07/12/2007 | 40 %   | 34 %   | 9 %    | 7 %   | 6 %   |
| Dernières élections     | 02/02/2003 | 48,8 % | 29,1 % | 10,1 % | 7,9 % | –     |

## Résultats

### Voix et sièges
|                                   | Union chrétienne-démocrate d'Allemagne (CDU)       | Union chrétienne-démocrate d'Allemagne (CDU)       | 1 068 358 | 39,13 | 28        | 25            | 1 009 775 | 36,81 | 14 | 42  | 14            |  |  |  |
|                                   | Parti social-démocrate d'Allemagne (SPD)           | Parti social-démocrate d'Allemagne (SPD)           | 1 047 051 | 38,35 | 27        | 25            | 1 006 264 | 36,69 | 15 | 42  | 9             |  |  |  |
|                                   | Parti libéral-démocrate (FDP)                      | Parti libéral-démocrate (FDP)                      | 196 004   | 7,18  | 0         | en stagnation | 258 550   | 9,43  | 11 | 11  | 2             |  |  |  |
|                                   | Alliance 90 / Les Verts (Grünen)                   | Alliance 90 / Les Verts (Grünen)                   | 206 250   | 7,55  | 0         | en stagnation | 206 610   | 7,53  | 9  | 9   | 3             |  |  |  |
|                                   | Die Linke (Linke)                                  | Die Linke (Linke)                                  | 106 975   | 3,92  | 0         | en stagnation | 140 769   | 5,13  | 6  | 6   | 6             |  |  |  |
|                                   | Les Républicains (REP)                             | Les Républicains (REP)                             | 39 126    | 1,43  | 0         | en stagnation | 27 724    | 1,01  | 0  | 0   | en stagnation |  |  |  |
|                                   | Électeurs libres (FW)                              | Électeurs libres (FW)                              | 36 212    | 1,33  | 0         | Nv.           | 24 327    | 0,89  | 0  | 0   | Nv.           |  |  |  |
|                                   | Parti national-démocrate d'Allemagne (NPD)         | Parti national-démocrate d'Allemagne (NPD)         | 17 627    | 0,65  | 0         | Nv.           | 24 004    | 0,88  | 0  | 0   | Nv.           |  |  |  |
|                                   | Parti de protection des animaux (Tierschutzpartei) | Parti de protection des animaux (Tierschutzpartei) | 8 833     | 0,32  | 0         | en stagnation | 15 909    | 0,58  | 0  | 0   | en stagnation |  |  |  |
|                                   | Parti des familles d'Allemagne (FAMILIE)           | Parti des familles d'Allemagne (FAMILIE)           | 1 243     | 0,05  | 0         | Nv.           | 7 817     | 0,28  | 0  | 0   | Nv.           |  |  |  |
|                                   | Parti des pirates (PIRATEN)                        | Parti des pirates (PIRATEN)                        |           |       |           |               | 6 962     | 0,25  | 0  | 0   | Nv.           |  |  |  |
|                                   | Autres                                             | Autres                                             | 2 506     | 0,09  | 0         | en stagnation | 14 248    | 0,52  | 0  | 0   | en stagnation |  |  |  |
|                                   |                                                    |                                                    |           |       |           |               |           |       |    |     |               |  |  |  |
| Votes valides                     | Votes valides                                      | Votes valides                                      | 2 730 185 | 97,12 |           |               | 2 742 959 | 97,58 |    |     |               |  |  |  |
| Votes blancs et nuls              | Votes blancs et nuls                               | Votes blancs et nuls                               | 80 888    | 2,88  | 68 114    | 2,42          |           |       |    |     |               |  |  |  |
| Total                             | Total                                              | Total                                              | 2 811 073 | 100   | 55        | en stagnation | 2 811 073 | 100   | 55 | 110 | en stagnation |  |  |  |
| Abstentions                       | Abstentions                                        | Abstentions                                        | 1 559 390 | 35,68 |           |               | 1 559 390 | 35,68 |    |     |               |  |  |  |
| Nombre d'inscrits / participation | Nombre d'inscrits / participation                  | Nombre d'inscrits / participation                  | 4 370 463 | 64,32 | 4 370 463 | 64,32         |           |       |    |     |               |  |  |  |

### Analyse
Avec à peine 3 500 voix d'avance, la CDU du ministre-président Roland Koch parvient à rester la première force politique de Hesse, perdant 12 points et un quart de ses députés. Elle se retrouve ainsi à égalité avec le SPD d'Andrea Ypsilanti qui se rétablit nettement en passant au-dessus de la barre des 35 % des suffrages exprimés.
Le reflux de la CDU profite tout juste au FDP, dont la progression lui permet toutefois de passer devant les Grünen, qui occupent depuis 21 ans la position de troisième force politique régionale. Enfin, la Linke, formation de gauche radicale récemment créée, confirme son implantation dans l'ancienne RFA en dépassant d'extrême justesse le seuil des 5 % des voix.

### Conséquences
Bien que la gauche dispose de la majorité absolue, avec un total de 57 députés, elle est incapable de se mettre d'accord pour gouverner. À l'ouverture de la 17e législature le 5 avril, Koch et son cabinet se voient charger de la gestion des affaires courantes.
Après deux échecs d'Andrea Ypsilanti à constituer en 2008 une « coalition rouge-verte » tolérée par Die Linke, à cause de résistances internes au Parti social-démocrate, l'ensemble des forces parlementaires se prononce pour des élections anticipées, convoquées le 19 janvier 2009.